# فرانک پنکوله
فرانک پنکوله (فرانسوی: Franck Pencolé‎؛ زادهٔ ۶ نوامبر ۱۹۷۶ ‏(۴۸ سال)) دوچرخه‌سوار اهل فرانسه است.